# Grapă (unealtă)

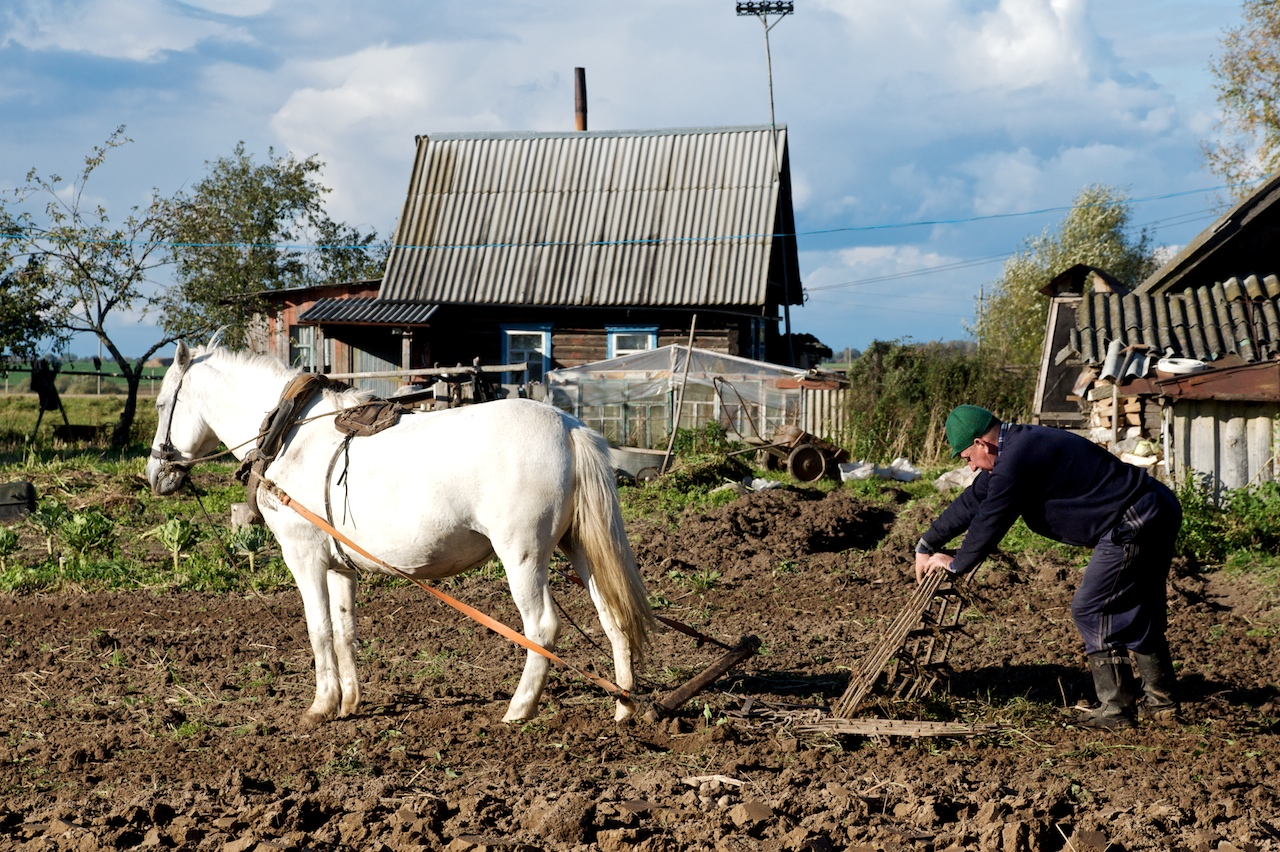
Grapă cu tracţiune animală

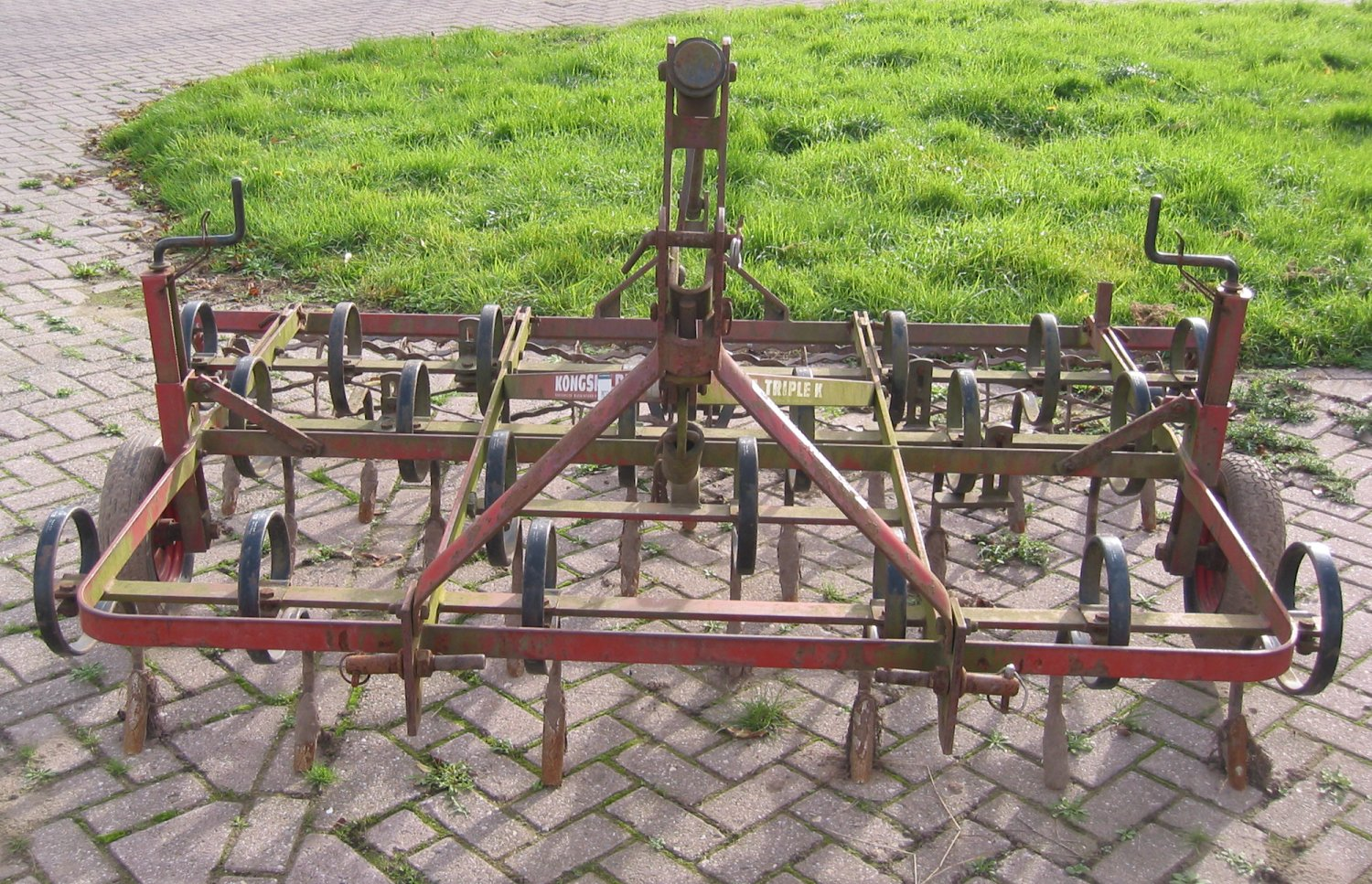
Grapă

În agricultură, o grapă este o unealtă pentru afânarea și netezirea suprafeței solului. Grapa mai grosieră poate fi utilizată pentru a elimina buruienile și pentru a acoperi semințele după semănat. 
Plinius cel Bătrân și alți istorici agronomi din aceiași epocă (Cato cel Bătrân, Columella, Palladius) menționează deja grapa.
Există patru tipuri generale de grape: grape cu discuri, grape cu dinți, grape cu lanț și grape cu discuri. Grapele au fost inițial trase de animale, precum cai, catâri sau boi, sau în unele locuri și de muncitori necalificați. În practica modernă ele sunt aproape întotdeauna utilaje montate pe tractor, fie tractate după tractor cu o bară de tracțiune sau montate ca atelaj în trei puncte⁠(en)[traduceți].

## Legături externe
- en Harrows from the 11th-16th centuries Arhivat în 16 ianuarie 2020, la Wayback Machine.